# Griekse parlementsverkiezingen 1996
De verkiezingen in Griekenland in 1996 voor de enige Kamer van het parlement werd gewonnen door PASOK van zittend premier Costas Simitis. Hij versloeg de grootste oppositiepartij Nea Dimokratia van Miltiadis Evert.

## Verkiezingen
In Griekenland kent men legislatieve verkiezingen waarbij 300 zetels te verdelen zijn, zij vinden om de 4 jaar plaats en kennen een kiesdrempel van 3%. De partij met de meeste stemmen krijgt 40 zetels extra. De andere 260 zetels worden evenredig verdeeld op basis van het stemmenaantal, met inachtneming van de kiesdrempel. Alle ongeldige, blanco stemmen en die van partijen die het niet gehaald hebben, gaan automatisch naar de grootste partij. Na 8 september was het niet meer toegestaan om opiniepeilingen te publiceren. Deze zouden het verkiezingsresultaat namelijk kunnen beïnvloeden. Bij deze verkiezingen konden voor het eerst ook  gevangenen en 9100 voortvluchtige dienstplichtigen stemmen.

## Campagne en uitslag
Costas Simitis was op 22 januari 1996 zijn partijgenoot Andreas Papandreou opgevolgd als premier. Deze laatste was door ziekte gedwongen af te treden. In augustus 1996 schreef de nieuwe premier verkiezingen uit om een nieuw mandaat te verwerven. Als reden noemde Simitis de zwakke economie en de gespannen betrekkingen met Turkije.
Zijn grootste opponent was Miltiadis Evert van de grootste oppositiepartij Nea Dimokratia. Deze koos voor een nationalistische insteek van de campagne, in dit geval voor een deel anti-Turks. Hij verweet Simitis dat hij in de kwestie-Imia niet handelend had opgetreden. Centraal stond de integratie van Griekenland in Europa. De beide leiders spanden zich tijdens hun campagnes in om uit te leggen hoè het land het beste 'Europees' kon worden.Griekse verkiezingen missen de mythe en het vuur van weleer.  De verkiezingsstrijd speelde zich voornamelijk op de televisie af, met als 'hoogtepunt' een televisiedebat tussen Simitis en Evert.
Simitis won de partij met een redelijk verschil ten opzichte van Evert. Deze laatste erkend zijn verlies al vroeg op de avond. De volgende dag trad hij af als partijleider.  PASOK raakte vooral stemmen kwijt aan de Democratisch Sociale Beweging (DIKKI). Ex-minister Dimitris Tsovólas vond dat PASOK te veel naar rechts was afgegleden en splitste zich daarom met zijn aanhang af. De nieuwe partij kwam vanuit het niets op 4,3 procent. 
| Partij                                       | 1996  | 1996   | 1993  | 1993   | verschil | verschil | Europese Partij    |
| Partij                                       | perc. | zetels | perc. | zetels | perc.    | zetels   | Europees Parlement |
| -------------------------------------------- | ----- | ------ | ----- | ------ | -------- | -------- | ------------------ |
| Pan-Helleens Socialistische Beweging (PASOK) | 41.5  | 162    | 46.7  | 170    | -5.2     | -8       | PES                |
| Nieuwe Democratie (ND)                       | 38.1  | 108    | 39.3  | 111    | -1.2     | -3       | EPP                |
| Communistische Partij der Hellenen (KKE)     | 5.6   | 11     | 4.5   | 9      | +1.1     | +2       | EL                 |
| Coalitie van Groen-Linkse bewegingen         | 5.1   | 10     | 2.9   | 10     | +2.2     | 0        | EL                 |
| Democratische Sociale Beweging (DIKKI)       | 4.4   | 9      | 0.0   | 0      | +4.4     | +9       |                    |
| Overige                                      | 5.2   | 0      | 6.6   | 0      | -1.4     | 0        | Geen               |
| Totaal                                       | 100.0 | 300    | 100.0 | 300    | +0.0     | +0       |                    |

- Opkomstpercentage: 75,0% (1996), 78,2% (1993)

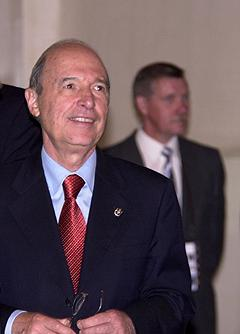
Costas Simitis (PASOK)

1950 · 1951 · 1952 · 1956 · 1958 · 1961 · 1963 · 1964 · 1974 · 1977 · 1981 · 1985 · 1989 (juni) · 1989 (nov.) · 1990 · 1993 · 1996 · 2000 · 2004 · 2007 · 2009 · 2012 (mei) · 2012 (juni) · 2015 (jan.) · 2015 (sep.) . 2019 · 2023 (mei) · 2023 (jun.)